# Jaume Cela
Jaume Cela Ollé (Sarrià, 1949) es un escritor, pedagogo y maestro español.

## Biografía
Se licenció en Magisterio en la Escuela de Formación del Profesorado de la Universidad Autónoma de Barcelona y trabajó como docente en varias escuelas públicas y privadas. Fue en esa época cuando conoció a Miquel Desclot.
Posteriormente dejó la docencia directa, para entrar en el equipo de Rosa Sensat y participar en la constitución de la Federación de Movimiento de Renovación Pedagógica. Colabora habitualmente en prensa y revistas de pedagogía, y también forma parte del Consejo de lectura de la revista Cavall Fort.
Alrededor de la década de 1980, preparó un cuento infantil para una fiesta familiar con ilustraciones de Werner Thöni, que posteriormente presentó a Publicaciones de la Abadía de Montserrat . Así apareció su primer libro publicado, en 1988 , con el título de Las narices del rey. A partir de ahí, su producción de narrativa infantil y juvenil aparece con una regularidad sorprendente , con más de un libro publicado cada año , con títulos como Un hallazgo sorprendente (1988 ), Las lagartijas negras: las peripecias de la Xarloca ( 1989) , escrita junto con su amigo y entonces compañero de trabajo Juli Palou , el ladrón de sombras publicada el mismo año en la editorial Cruïlla y traducida al castellano en 1989. Durante la década de 1990 se consolida definitivamente como uno de los más importantes y prolíficos escritores para el público infantil y juvenil en lengua catalana. En este sentido el año 1991 recibe el premio Ciudad de Olot de narrativa infantil y juvenil para el libro Un caso como un piano, premio que vuelve a ganar en 1995 con el título Charlatanes impertinentes. En 1997 ganó el premio Barco de Vapor por el libro Hola Pepe! y José M. Folch iTorres por Vaya par! En 1999 publica el libro Silencio en el corazón, traducido al aragonés, el asturiano, el castellano, el euskera y el gallego.
Paralelamente a la producción infantil y juvenil , Jaume Cela también ha publicado libros de divulgación de docencia y pedagogía, como Con voz de maestro: un epistolario sobre la experiencia docente (1993 ) junto con J. Palou, que gana el premio Rosa Sensat de Pedagogía 1992 , Con letra pequeña (1996 ) , Cajón de maestro (2001 ) y Va de maestros: carta a los maestros que comienzan (2004 ).
En 2008 es galardonado con la Cruz de San Jorge de la Generalidad de Cataluña, en reconocimiento al conjunto de su trayectoria.
Actualmente, es director de la Escuela Bellaterra , y es miembro del Consejo Escolar de Cataluña .